# قيثارة كهربائية

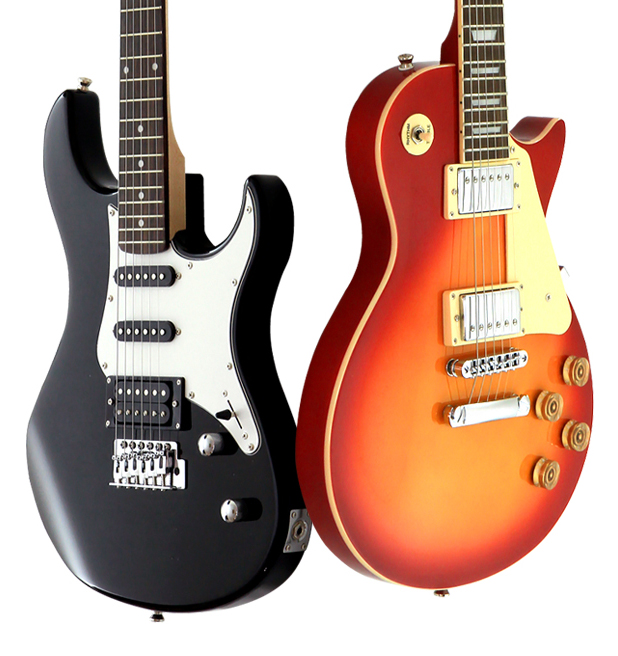
جيتار كهربائي

القيثارة الكهربائية أو الغيتار الكهربائي أو الجيتار الكهربائي (بالإنجليزية: Electric guitar)‏ هي الجيتارة التي تستعمل مبدأ الحث الكهرومغناطيسي لتحويل اهتزازت الأوتار إلى إشارات كهربائية.

## التاريخ
يعتبر الجيتار واحد من أفضل المرشحين لاستعماله مع مضخمات الصوت، بسبب خصائصه الصوتية وإمكاناته كأداة منفردة الألحان. وأصبحت الحاجة لجيتار يستعمل المضخمات الصوتية ملحةً جداً في خلال عصر الفرقة الكبيرة. وفي عام 1932 ظهر أول جيتار يستعمل مضخمات صوتية في الأسواق. وظهر أول جيتار من نوع جيبسون في الأسواق عام 1936 وكان اسمه (بالإنجليزية: ES-150)‏ ويرمز الحرفان E و S إلى كلمتي (بالإنجليزية: Electric Spanish)‏ ومعناها (الإسباني الكهربائي) والرقم 150 إلى سعره والذي كان 150 دولار، وطبعاً كان معه مضخم صوت خاص به.
كان هذا النموذج مصمم من ملف واحد ولاقط على شكل شريط سداسي، والذي صمم من قبل والت فولر، وأصبح يعرف لاحقاً باسم لاقط (تشارلي كريستيان)، وهو عازف جاز وكان من أوائل من عزف على النموذج الأول لجيبسون.

في الأصل تمت صناعة الجيتار الكهربائي من قبل (صانعي الجيتارات العادية، وعشاق الأدوات الإلكترونية)، وقد جرب مطور الجيتار لس بول بوضع مايكروفونات على الجيتار. بعض الجيتارات الكهربائية الأولى كانت على شكل جيتار عادي مجوف جسمياً وكانت لها لاقطات تنجستن (بالإنجليزية: Tungsten)‏. وقد قام جورج بوشامب بتطوير جيتار كهربائي مع مضخم صوت في عام 1931. أما الإنتاج التجاري فقد بدأ في أواخر الصيف من عام 1932 من قبل إلكترو باتنت إنسترمنت كمبني (بالإنجليزية: Electro-Patent-Instrument Company)‏ في لوس انجلوس، وقد شارك فيها أدولف ريكنباكر وبول بارث وجورج بوشامب (المخترع). الجسم الخشبي للنموذج التجريبي صنعه هاري واتسن وهو رجل حرفي كان يعمل في شركة ناشونال ريسافانيك جيتار (بالإنجليزية: National Resophonic Guitar Company)‏ وهي المكان الذي التقى فيها هؤلاء الرجال. وفي عام 1934 تم تغيير اسم الشركة إلى ريكنباكر إلكترو سترنجد إنسترمنت كمبني (بالإنجليزية: Rickenbacker Electro Stringed Instrument Company)‏.
أقدم عرض تم تسجيله على جيتار كهربائي مع مضخم صوت كان في عام 1932 من قبل جيج برور. وأول تسجيل أستخدم فيه جيتار كهربائي كان على نمط عازفون هاواي، بالإضافة إلى أندي لونا في 1933. بوب دن من فرقة ميلتون براونز ميوزيكل براونيز (بالإنجليزية: Milton Brown's Musical Brownies)‏ قام بتقديم جيتار هاواي الكهربائي وتم استعماله للأغاني الشعبية (الكانتري). في عام 1935 قامت شركة ديكا للتسجيلات بالتخلي كلياً عن نمط هاواي والتحول إلى الجاز والبلوز. كان ألفاينو راي هو من حمل آلته وقام بعرض حي أمام مجموعة كبيرة من الناس وقد قام لاحقاً بتطوير دواسة الجيتار لشركة جيبسون.
أول تسجيل للجيتار الإسباني الكهربائي كان في دالاس، في سبتمبر 1935، في خلال جلسة مع فرقة (روي نيومن اند هيز بويز) وهي فرقة (كانتري) قديمة، قام عازف الجيتار جيم بويد باستعمال جيتاره الكهربائي لتسجيل ثلاث أغاني.
وكان هؤلاء الأشخاص من أنصار الجيتار الكهربائي عند ظهوره وهم: جاك ميلر وألفاينو راي وليه بول وداني ستيورات وجورج بارنز وفلويد سميث وبيل برونزي وتي بون ووكر وجورج فان إبس وتشارلي كريستيان وتامبا ريد وميمفس ميني وآرثر كروداب.
هؤلاء هم أول شركات تصنيع للجيتار الكهربائي : ريكنباكر في 1932 ودوربو في 1933 وأوديو ڤوكس وڤولي تون في 1934 وڤيجا وابيبون وجيبسون في 1935 وتبعهم العديد من الشركات في 1936.

### فيندر
المقال الرئيسي : فيندر

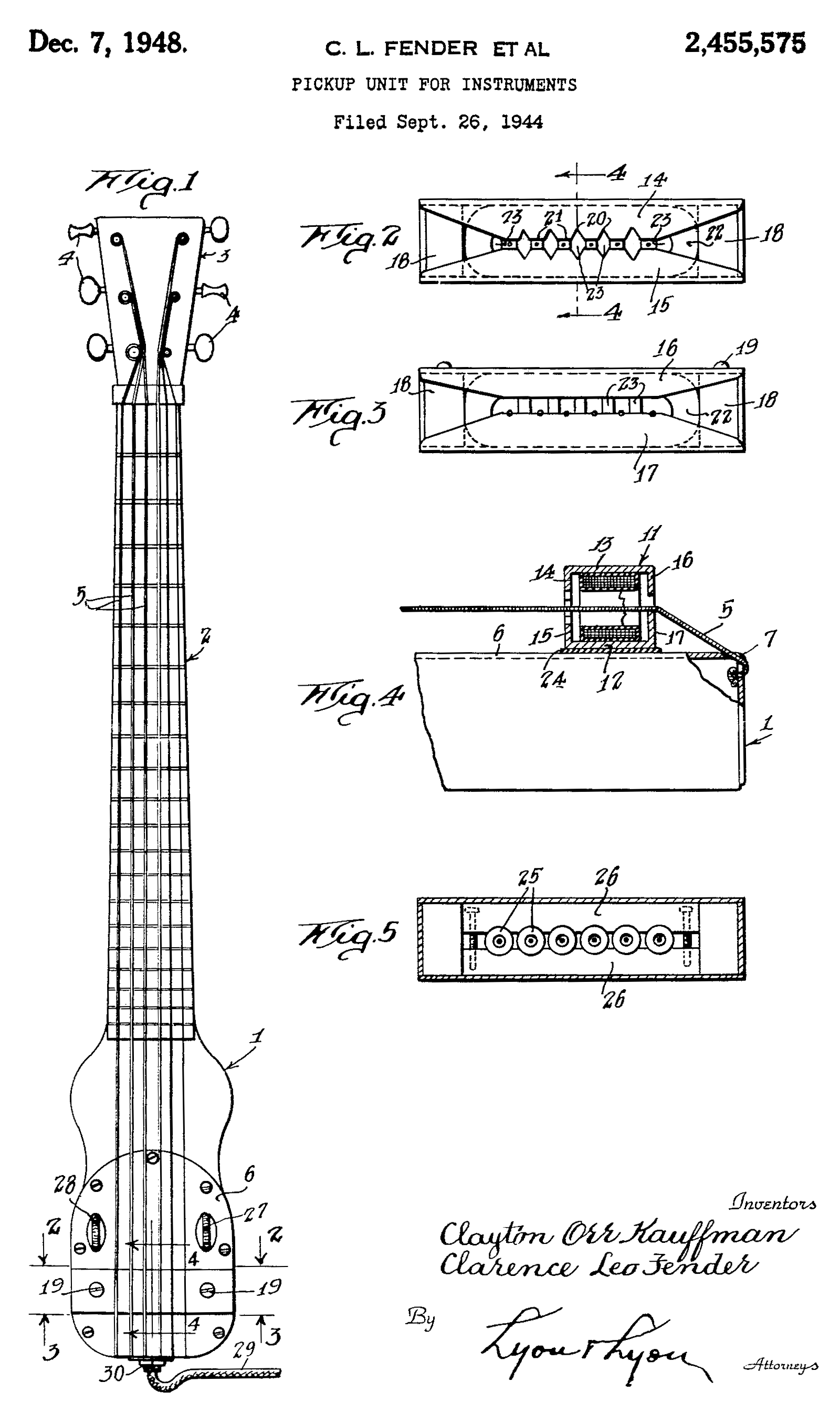
مخطط الجيتار الأول لفيندر

في عام 1946، قام عامل تصليح الراديو وصانع مضخمات الصوت (ليو فيندر) بصنع أول جيتار ناجح تجارياً، وكان مألفاً من لاقط مغنطيسي واحد، وتمت تسميته إسكواير (بالإنجليزية: Esquire)‏. أما نسخة الإسكواير الذي يحتوي على لاقطان سمي برودكاستر (بالإنجليزية: Broadcaster)‏. لكن شركة جرتش (بالإنجليزية: Gretsch)‏ كان تسوق جهاز طبول بنفس الاسم، لذلك تم تغيير اسم الجيتار من برودكاستر إلى تيليكاستر
(بالإنجليزية: Telecaster)‏.

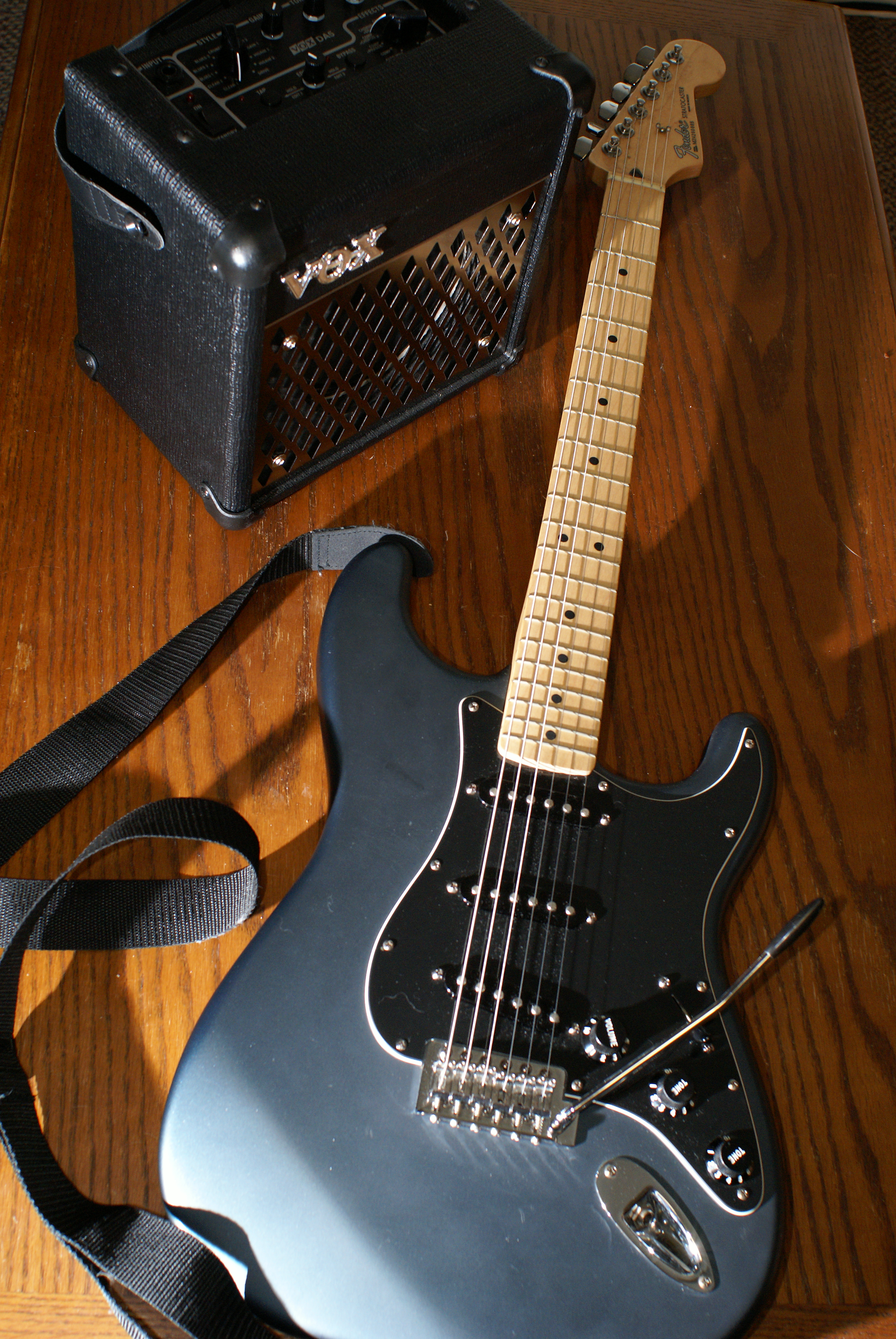
جيتار فيندر ستراتوكاستر من إنتاج عام 2004 مع مضخم ڤوكس

في عام 1954، قام فيندر بتقديم الستراتوكاستر (بالإنجليزية: Stratocaster)‏ أو ستراتو، وقد وجد أنه نسخة فاخرة وويختلف عن المنتجات المعروضة في ذلك الوقت لاحتوائه على تطويرات وتعديلات كثيرة عن التيليكاستر. وتم إعطاء الفضل إلى ليو فيندر عندما قام بتطوير أول جيتار جهير في عام 1951.

### ڤوكس

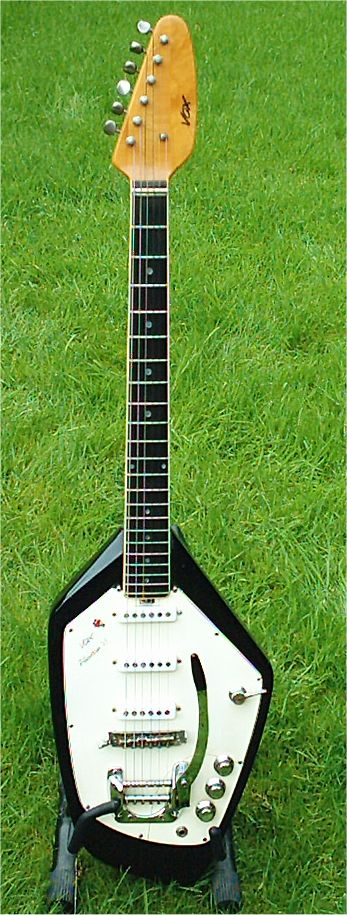
جيتار مارك السادس

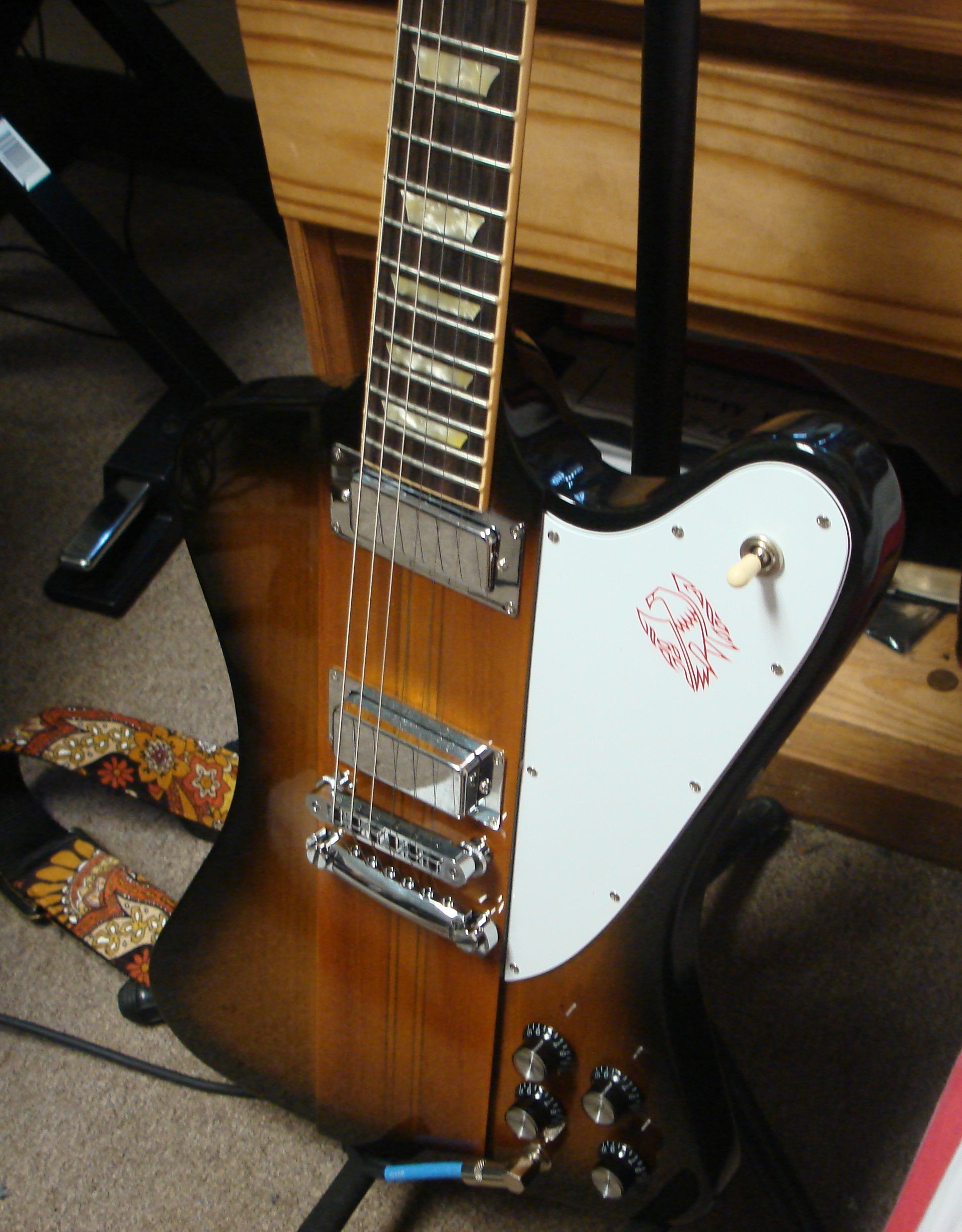
فايربيرد قيثارة من غيبسون.

في عام 1962، قامت شركة ڤوكس بتقديم بينتاجنول فانتوم جيتار أو جيتار الشبح الخماسي (بالإنجليزية: Pentagonal Phantom Guitar)‏، والذي صنع أصلاً في إنجلترا، ولكن لاحقاً أصبح يصنع في إيطاليا. وبعد عام أنتج جيتار اخر اسمه تير-دروب شيبد مارك 6 (بالإنجليزية: Teardrop-Shaped Mark VI)‏ وقد أعطي بريان جونز (عازف جيتار فرقة ذا رولينغ ستونز) النسخة التجريبية منه وتبعه جوني ثاندرز من فرقة نيويورك دولز.

## البنية وأجزاءه

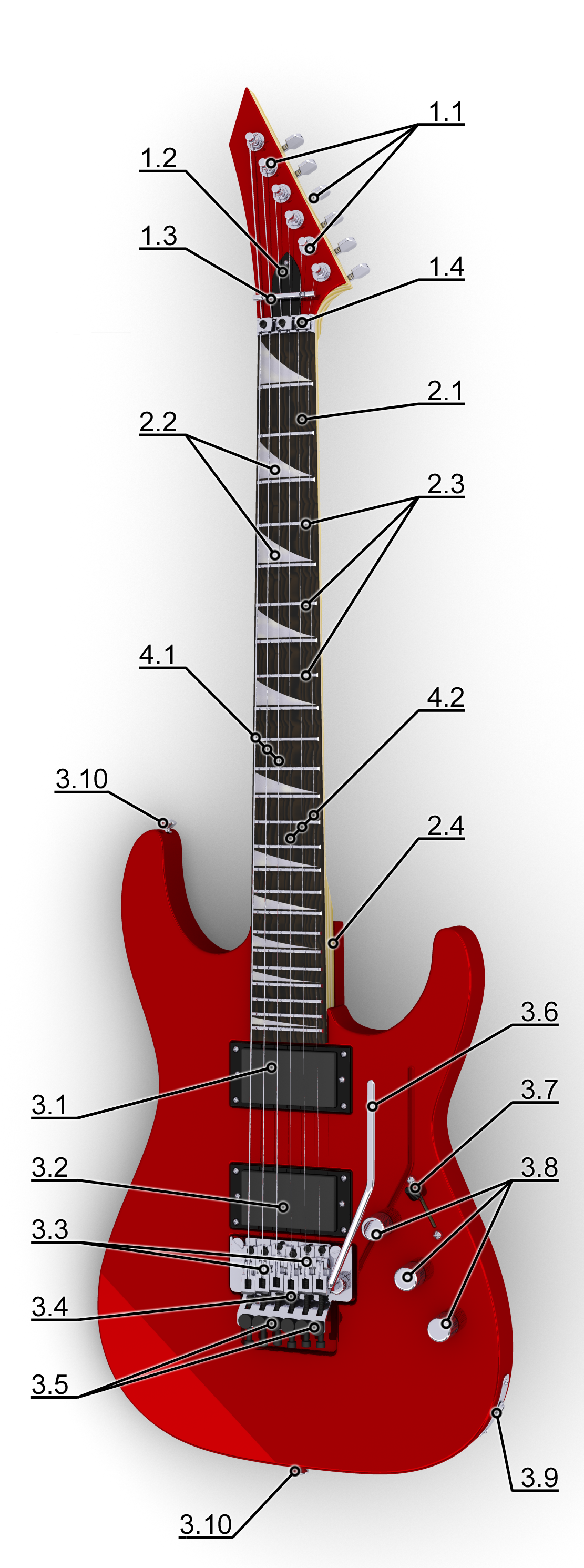
جيتار ستراتوكاستر مع توضيح أجزاءه

وبما أن بنية الجيتار تحتوي على اختلافات كثيرة، مثل نوع المادة المصنوع منها جسم الجيتار أو شكل جسم الجيتار أو تركيبة الرقبة والجسر واللاقطات، لكن هناك صفات مشتركة عليها أن توجد في كل جيتار وفي هذه الصورة شرح لأجزاء الجيتار.
- 1.1 : رؤوس الآلة
- 1.2 : قضيب دعم
- 1.3 : دليل الأوتار
- 1.4 : الجوزة
- 2.1 : لوحة الأطواق
- 2.2 : علامات اللوحة المرصعة
- 2.3 : الأطواق
- 2.4 : الرقبة المشتركة
- 3.1 : لافط الرقبة
- 3.2 : لاقط الجسر
- 3.3 : السرج
- 3.4 : الجسر
- 3.5 : مدوزن فاين
- 3.6 : ذراع الاهتزاز
- 3.7 : محدد تغيير اللاقط
- 3.8 : مقابض تغيير الصوت والنغمة
- 3.9 : موصل كهرباء
- 3.10: أزرار لتعليق الجيتار على جسم العازف
- 4.1 : أوتار الجهير
- 4.2 : الأوتار الثلاثية